# Danièle Lavallée
Ne doit pas être confondu avec Daniel Lavallée.
Pour les articles homonymes, voir Lavallée.
Danièle Lavallée, née le 15 décembre 1936 est une archéologue 
et historienne française, spécialisée dans la préhistoire de l’Amérique du Sud. Elle a dirigé plusieurs projets de recherche dans la région andine, en particulier au Pérou. Elle est associée de recherche au Centre national de la recherche scientifique (CNRS) et ancienne directrice de l'UMR 8096 Archéologie des Amériques.

## Recherches archéologiques
Depuis les années 1960, elle a effectué de nombreuses missions au Pérou et a enseigné régulièrement à l’université de San Marcos .
De 1970 à 1972, elle a dirigé, avec Michèle Julien, son premier projet de recherche, appelé Asto Chunku Laraw Project, dans la région de Huancavelica, dans les Andes centrales du Pérou, dans la région de l'ancien Curacazgo de Asto, de la période intermédiaire tardive,.
En 1975 et 1980, elle a dirigé, avec Michèle Julien, le projet archéologique Junín-Palcamayo de l'Unité de recherche archéologique n° 25.4 du CNRS. Projet concentré dans le bassin de San Pedro de Cajas, dans la Province de Tarma à l'est de la puna de Junín, dans les Andes centrales du Pérou. Les fouilles ont lieu sur un site appartenant à la période pré-céramique, également appelée période lithique et archaïque. Elle a trouvé des caractéristiques de lithique semblables à celles de Lauricocha et d’Ayacucho. Elle a également trouvé des preuves de la domestication des camélidés dans le camp saisonnier de Telarmachay et d'autres activités domestiques de l'homme de cette époque lointaine. Son travail a été complété par les travaux de Ramiro Matos Mendieta et John Rick, également réalisés dans la puna de Junín.
Entre 1986 et 1990, elle a dirigé le projet de recherche dans le nord-ouest de l’Argentine, dans le cadre d'un accord de collaboration entre l'Institut des sciences anthropologiques de l’Université de Buenos Aires et l'équipe de recherche n° 313 du CNRS. Elle a effectué des fouilles dans l'abri de Tomayoc (Massif d’Aguilar, Province de Jujuy, Argentine).
Entre 1995 et 2008, elle a dirigé, avec Michèle Julien à nouveau, le projet Southern Peru - Donkey Ravine Project, consacré à l'étude des méthodes d'adaptation des groupes de pêcheurs et de ramasseurs de mollusques sur la côte désertique du sud du Pérou, dans le département de Tacna, dont on estime qu'elle se situe entre 8 000 et 5 000 ans avant J.-C., à la Période archaïque des Amériques.
Ses archives scientifiques sont déposées au Pôle archives de la Maison des Sciences de l’homme Mondes.

## Publications principales
- Promesse d'Amérique : la préhistoire de l'Amérique du Sud, Paris, Hachette, 1995.
- Les établissements Asto à l’époque préhispanique, avec Michèle Julien, Lima : Institut français d’études andines , 2014.
- Les Andes de la préhistoire aux Incas, Gallimard, 1985.
- Les Représentations animales dans la céramique Mochica, Institut d'ethnologie, 1970.